# José Ignacio Hualde
José Ignacio Hualde es un lingüista español, especializado en la lengua vasca y en fonología sincrónica y diacrónica del español. Es profesor de lingüística y miembro del Center for Latin American and Caribbean Studies. Es profesor en el Departamento de Idiomas y el Departamento de Lingüística de la Universidad de Illinois en Urbana-Champaign y vicepresidente de la Association for Laboratory Phonology. La mayoría de sus publicaciones están en inglés.

### Obras
- (en inglés) Basque Phonology (1999)
- (en euskera) Euskararen azentuerak (1977)

### Colaboraciones en obras colectivas
- (en inglés) The sounds of Spanish (2005)
- Introducción a la lingüística hispánica (2001)
- (en inglés) A Phonological Study of the Basque Dialect of Getxo (1992)
- (en inglés) The Basque Dialect of Lekeitio (1994)

### Obra coeditadas
- (en inglés) Generative Studies in Basque Linguistics (1993)
- José Ignacio Hualde; Joseba Andoni Lakarra; Larry Trask (1995). Towards a History of the Basque Language (en inglés). Amsterdam: John Benjamins Publishing. ISBN 90-272-3634-8.
- (en inglés) A Grammar of Basque (2003)